# Kiiminkijoki
Kiiminkijoki – rzeka w Finlandii płynąca w Północnej Ostrobotni i wpadająca do Zatoki Botnickiej.

## Przebieg
W górnym biegu rzeka jest rwąca z licznymi wodospadami i kaskadami. W dolnym biegu rzeka biegnie przez obszary niezamieszkane i wiejskie.

## Turystyka
Kiminkijoki jest miejscem uprawiania kajakarstwa, wędkarstwa i turystyki pieszej. Z ryb spotykany jest pstrąg, łosoś i okoń.